# Alexander Murray (1755-1821)
Pour les articles homonymes, voir Alexander Murray et Murray.
Alexander Murray, né le 12 juillet 1755 à Chestertown et mort le 6 octobre 1821 à Philadelphie, est un officier américain de l'armée et de la marine américaine.

## Postérité
Deux destroyers, l'USS Murray (DD-97) et l'USS Murray (DD-576) sont nommés d'après lui et son petit-fils Alexander Murray.